# 埃利·托尔瓦宁
埃利·托尔瓦宁（芬蘭語：Eeli Tolvanen，1999年4月22日—），芬兰男子冰球运动员，场上位置是前锋。他曾代表芬兰国家队参加2018年冬季奥林匹克运动会冰球比赛，获得第六名。